# Himerta gelida
Himerta gelida là một loài tò vò trong họ Ichneumonidae.